# Бруквил (Индијана)
Бруквил (енгл. Brookville) град је у америчкој савезној држави Индијана.

## Демографија
По попису из 2010. године број становника је 2.596, што је 56 (-2,1%) становника мање него 2000. године.
| Група             | 2000.         | 2010.         |
| Белци             | 2.614 (98,6%) | 2.521 (97,1%) |
| Афроамериканци    | 1 (0,0%)      | 9 (0,3%)      |
| Азијати           | 9 (0,3%)      | 5 (0,2%)      |
| Хиспаноамериканци | 14 (0,5%)     | 42 (1,6%)     |
| Укупно            | 2.652         | 2.596         |